# Arrest and Trial
Arrest and Trial és una sèrie de televisió de ficció criminal i drama legalque fou emesa duran la temporada 1963-1964 en episodis de 90 minuts per ABC, els diumenges de 8:30 a 22:00 Est.

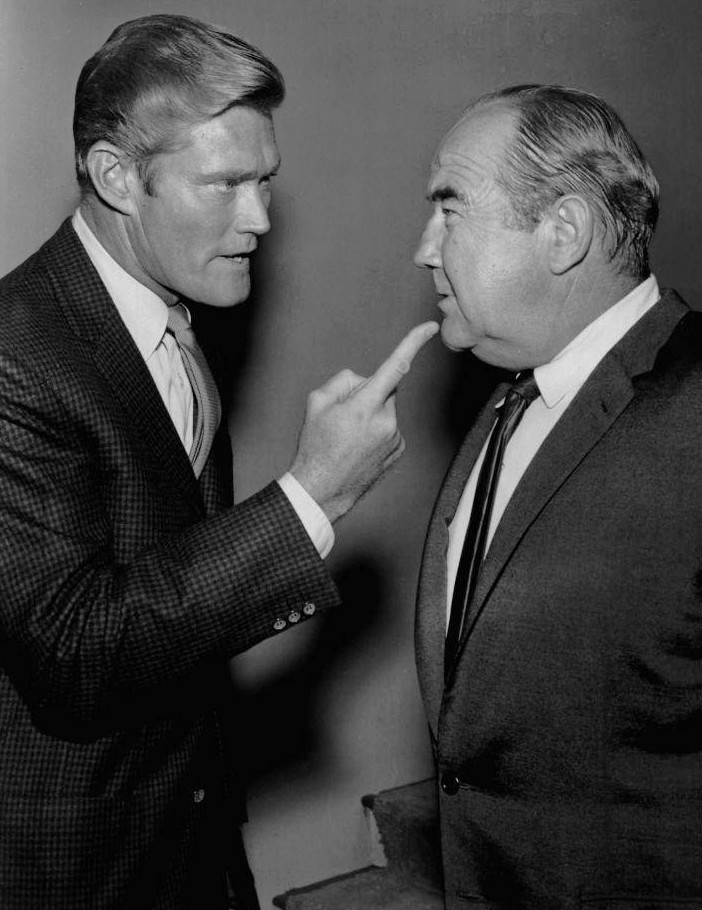
Chuck Connors i l'estrella invitada Broderick Crawford (1963)

## Argument
La majoria dels episodis consta de dos segments. Ambientada a Los Angeles, la primera part ("The Arrest") seguia els sergents detectius Nick Anderson (Ben Gazzara) i Dan Kirby (Roger Perry) del Departament de Policia de Los Angeles  mentre localitzaven i capturaven un criminal. El sospitós detingut va ser defensat a la segona part ("El judici") per l'advocat criminalista John Egan (Chuck Connors), que sovint es va enfrontar al fiscal adjunt de districte Jerry Miller (John Larch) i el seu assistent, Barry Pine (John Kerr, que més tard es va convertir en un advocat real).
Gazzara va acceptar interpretar el paper d'Anderson només després d'extreure la promesa del productor que els guions evitarien les representacions estereotipades dels agents de policia.
En una entrevista de 1963 a TV Guide, Gazzara va descriure la seva interpretació d'Anderson: "Se suposa que sóc el policia pensador. Sóc un estudiant seriós del comportament humà, més preocupat pel que crea el criminal que com castigar-lo. En altres paraules, no sóc el tipus de policia que pregunta: "On vas ser la nit del 13 d'abril?" La meva feina és demostrar que hi ha espai per a la passió i l'intel·lectualisme i la mostra personal fins i tot dins d'un policia".
Arrest and Trial va debutar el 15 de setembre de 1963. La seva darrera emissió va ser el 19 d'abril de 1964, i les reposicions van continuar fins al 6 de setembre de 1964. El 24 d'abril de 1964, es va convertir en la primera importació estatunidenca que es va emetre a la BBC2 del Regne Unit.
La mateixa premissa va ser adoptada dècades més tard per una sèrie de més èxit financer, Law & Order, encara que la part del judici de la segona meitat se centra en la part de la fiscalia d'aquesta sèrie, més que en la defensa.

## Repartiment
- Ben Gazzara com el sergent detectiu Nick Anderson
- Chuck Connors com a advocat John Egan
- Roger Perry com el sergent detectiu Dan Kirby
- John Kerr com a Barry Pine
- John Larch com a adjunt D.A. Jerry Miller
- Joe Higgins com a Jake Shakespeare

## Episodis
| Núm. | Títol                            | Direcció                            | Guió                                                                         | Data d'emissió original |
| --- | -------------------------------- | ----------------------------------- | ---------------------------------------------------------------------------- | ----------------------- |
| 1 | «Call It a Lifetime»             | John Brahm                          | Herb Meadow                                                                  | 15 de setembre de 1963  |
| Un conductor de camió que persegueix lladres de càrrega expulsa mortalment de la carretera a un policia motoritzat que havia amenaçat anteriorment. |                                  |                                     |                                                                              |                         |
| 2 | «Isn't It a Lovely View»         | Jack Smight                         | Don Brinkley (basat en una història de David Friedkin i Morton Fine)         | 22 de setembre de 1963  |
| Un home és apunyalat en un banc fora d'un parc d'atraccions, explicant una fosca història d'espionatge industrial i xantatge. Una dona discapacitada que es passa hores mirant l'entorn des d'un edifici proper a la finestra indiscreta afirma que no va veure res... o ho va fer? |                                  |                                     |                                                                              |                         |
| 3 | «Tears from a Silver Dipper»     | Arthur H. Nadel (també productor)   | Sy Salkowitz                                                                 | 29 de setembre de 1963  |
| Un soldat d'ètnia mexicana és acusat de robatori i assassinat amb un teló de fons de prejudicis. |                                  |                                     |                                                                              |                         |
| 4 | «A Shield is for Hiding Behind»  | David Lowell Rich (també productor) | John McGreevey                                                               | 6 d'octubre de 1963     |
| El sergent Anderson mata en defensa pròpia un membre de la banda sospitós d'haver assassinat un policia, però és jutjat per assassinat en segon grau. Només el germà petit del membre de la colla sap la veritat, però no es pot atrevir a tacar la imatge idealitzada del seu germà als ulls dels seus pares. |                                  |                                     |                                                                              |                         |
| 5 | «My Name is Martin Burnham»      | Ralph Senensky                      | Larry Cohen                                                                  | 13 d'octubre de 1963    |
| Un treballador de la construcció és interrogat sobre les agressions a dones del seu barri. Tot i que una víctima l'exonera directament, l'experiència el deixa commocionat. Incapaç de tornar a casa per enfrontar-se a la seva família, intenta suïcidar-se saltant des del gratacels en construcció on abans treballava; però és el capataz -encarregat d'acomiadar-lo- qui va lluitar per aturar-lo qui cau per l'edifici. És jutjat per assassinat en primer grau, on està decidit a assegurar-se la pena de mort. |                                  |                                     |                                                                              |                         |
| 6 | «A Flame in the Dark»            | Arthur H. Nadel                     | Richard Fielder                                                              | 20 d'octubre de 1963    |
| 7 | «Whose Little Girl Are You?»     | Jack Smight                         | Paul Mason and Kenneth M. Rosen (basat en una història de Rosen)             | 27 d'octubre de 1963    |
| 8 | «The Witnesses»                  | Alex March                          | Max Ehrlich                                                                  | 3 de novembre de 1963   |
| 9 | «Inquest Into a Bleeding Heart»  | David Lowell Rich                   | Antony Ellis                                                                 | 10 de novembre de 1963  |
| 10 | «The Quality of Justice»         | Sydney Pollack                      | Howard Rodman                                                                | 17 de novembre de 1963  |
| 11 | «We May Be Better Strangers»     | David Lowell Rich                   | Halsted Welles                                                               | 1 de desembre de 1963   |
| 12 | «Journey into Darkness»          | Jack Smight                         | Alfred Brenner                                                               | 8 de desembre de 1963   |
| 13 | «Some Weeks Are All Mondays»     | Lewis Allen                         | Teleplay de Barry Trivers, història de Bill Ballinger i Barry Trivers        | 15 de desembre de 1963  |
| 14 | «Run, Little Man, Run»           | Richard Irving                      | Herb Meadow                                                                  | 22 de desembre de 1963  |
| 15 | «Funny Man with a Monkey»        | Ralph Senensky                      | Jerome Ross                                                                  | 5 de gener de 1964      |
| 16 | «Signals of an Ancient Flame»    | Earl Bellamy                        | Teleplay de Donald Brinkley, història de Herbert A. Spiro                    | 12 de gener de 1964     |
| 17 | «Onward and Upward»              | Herman Hoffman                      | Mark Rodgers                                                                 | 19 de gener de 1964     |
| 18 | «An Echo of Conscience»          | Lewis Milestone                     | Teleplay de William Woolfolk i Franklin Barton, història de William Woolfolk | 26 de gener de 1964     |
| 19 | «Somewhat Lower Than the Angels» | William Claxton                     | Robert Crean                                                                 | 2 de febrer de 1964     |
| 20 | «People in Glass Houses»         | Alan Crosland, Jr.                  | Antony Ellis                                                                 | 9 de febrer de 1964     |
| 21 | «The Best There Is»              | Leon Benson                         | Herb Meadow, Richard Levinson & William Link                                 | 16 de febrer de 1964    |
| 22 | «A Roll of the Dice»             | David Lowell Rich                   | Abel Kandel                                                                  | 23 de febrer de 1964    |
| 23 | «The Black Flower»               | Earl Bellamy                        | Don Brinkley                                                                 | 1 de març de 1964       |
| 24 | «A Circle of Strangers»          | Lewis Allen                         | Franklin Barton                                                              | 8 de març de 1964       |
| 25 | «Modus Operandi»                 | David Lowell Rich                   | Jerome D. Ross i Don Brinkley                                                | 15 de març de 1964      |
| 26 | «Tigers Are for Jungles»         | Bernard Girald                      | George Kirgo                                                                 | 22 de març de 1964      |
| 27 | «The Revenge of the Worm»        | Charles S. Dubin                    | Ben Maddow                                                                   | 29 de març de 1964      |
| 28 | «He Ran for His Life»            | Elliot Silverstein                  | Teleplay de Don Brinkley, història de Mark Rodgers                           | 5 d'abril de 1964       |
| 29 | «Those Which Love Has Made»      | Alex March                          | Mann Rubin                                                                   | 12 d'abril de 1964      |
| 30 | «Birds of a Feather»             | Robert Butler                       | John McGreevey                                                               | 19 d'abril de 1964      |

## Estrelles convidades
- Nick Adams
- Martin Balsam
- Richard Basehart
- Richard Conte
- Broderick Crawford
- Francis De Sales
- Robert Duvall
- Bill Erwin
- Peter Fonda
- Anne Francis
- Billy Gray
- Joey Heatherton
- Charlene Holt
- Dennis Hopper
- Kim Hunter
- Jack Klugman
- Robert Knapp
- Dayton Lummis
- James MacArthur
- Roddy McDowall
- Barbara Nichols
- Michael Parks
- Madlyn Rhue
- Chris Robinson
- Mickey Rooney
- Telly Savalas
- Joseph Schildkraut
- George Segal
- William Shatner
- Martin Sheen
- Everett Sloane
- Harold J. Stone
- Barbara Stuart
- Barry Sullivan
- Beverly Washburn
- Robert Webber
- James Whitmore

## Premis
Arrest and Trial va guanyar quatre nominacions als Emmy el 1964. Dues van ser per a Martine Bartlett i Anjanette Comer per a la millor actuació en un paper secundari d'una actriu, una va ser per a Roddy McDowall per a la millor actuació a un paper secundari d'un actor, i l'altre va ser per a Danny Landres, Milton Shifman i Richard Wray per Assoliment excepcional en muntatge de telefilms.

## Mitjans domèstics
El 22 de novembre de 2011, Timeless Media Group va llançar Arrest and Trial- The Complete Series en DVD a la Regió 1. El conjunt de 10 discos inclou els 30 episodis de la sèrie.